# Guillermo Gómez Windham
Guillermo Gómez Windham (ur. 1880 w Iloilo, zm. 1957 w Manili) – filipiński poeta, pisarz i dziennikarz.

## Życiorys
Urodził się w Iloilo. W okresie amerykańskiej okupacji Filipin wchodził w skład wyższego aparatu administracyjnego. Był członkiem filipińskiej delegacji na wystawę światową w Saint Louis (1904). Publikował w większości na łamach wydawanych w języku hiszpańskim periodyków swojej epoki, w tym „La Voz de Manila”, „Semana” i „El Debate”. Jego twórczość, w której stale przewijały się motywy religijne naznaczone pewną nutą sentymentalizmu, przyniosła mu między innymi pierwszą Nagrodę Zobla (1922).
Opublikował między innymi zbiór opowieści La carrera de Cándida (1921) i La aventura de Cayo Malinao (1924). W 1924 znalazł się wśród członków założycieli Filipińskiej Akademii Języka Hiszpańskiego (Academia Filipina de la Lengua Española, AFLE). Od 1939 do połowy lat 50. kierował tą instytucją. 
Zmarł w Manili. Jego wnukiem jest pisarz, poeta i historyk Guillermo Gómez Rivera.